# Doctor Who and the Curse of Fatal Death
Doctor Who and the Curse of Fatal Death (trad. litt: Docteur Qui et la Malédiction de la Mort Fatale) est un épisode parodique de Doctor Who, diffusé au profit du Comic Relief le 12 mars 1999 sur BBC One avec Rowan Atkinson dans le rôle du Docteur. Cette première apparition du programme dans ce genre de téléthon, deviendra une tradition lors de la seconde série. 
Cet épisode a un statut particulier car bien que s'agissant d'une parodie, il est produit par la BBC et reconnu en tant qu'épisode à part entière, ce qui fait de cet épisode rétrospectivement une sorte de pont entre l'ancienne série et la nouvelle par bien des éléments. Le Maître, les Daleks, les paradoxes temporels, la pudibonderie de la série et la régénération du Docteur y sont tour à tour parodiés.

## Accroche
Le Docteur invite le Maître sur la planète Tersurus. Après une confrontation basée sur le voyage temporel, le Docteur explique au Maître son envie d'arrêter de sauver l'univers et de se marier. Mais le Maître ne cesse de vouloir lui mettre des bâtons dans les roues et fait alliance avec les Daleks.

## Distribution
- Rowan Atkinson / Richard E. Grant / Jim Broadbent / Hugh Grant / Joanna Lumley : Le Docteur
- Julia Sawalha  : Emma
- Jonathan Pryce : Le Maître
- Roy Skelton / Dave Chapman : Voix des Daleks

## Résumé
L'épisode commence sur Le Maître expliquant à voix haute son plan pendant qu'il semble espionner le Docteur. En réalité ils sont en communication ce qui lui révèle sa menace. Le Docteur invite son vieil ennemi à se rendre dans un vieux château sur la planète Tersurus. Sur cette planète déserte vivait autrefois une race d'êtres supérieurs qui communiquaient par flatulences et qui disparurent le jour où l'un d'entre eux découvrit le feu. 
Le Maître piège le Docteur et son assistante, Emma dans le château, expliquant qu'il est retourné dans le temps avant la rencontre afin de persuader l'architecte de placer un piège mortel dans la paroi. Hélas pour lui, le Docteur avait aussi anticipé ce mouvement en persuadant l'architecte avant lui de placer un contre-piège. Et s'ensuit une sorte de jeu de pièges et de contre-pièges avant que le Docteur n'avoue sa vraie présence ici : ayant estimé avoir « sauvé chaque planète connue de l'univers un minimum de 27 fois », il explique son envie de prendre sa retraite et de se marier avec Emma. Visiblement dégoûté par cette révélation, le Maître leur explique qu'il a convaincu l'architecte une n-ième fois à poser une trappe vers des égouts s'étalant sur des millions de miles, mais tombe dans son propre piège, anticipé par le Docteur. 
Quelques secondes plus tard, le Maître réapparaît fortement vieilli : après avoir passé 312 ans dans la fosse il a finalement pu utiliser son propre TARDIS pour revenir à cet instant précis. Il dit aussi avoir fait alliance avec les Daleks dont l'absence de nez l'a forcément aidé à sortir des égouts. Devenu l'allié des Daleks (qui lui ont greffé une amélioration dont il ignore l'utilité) le Maître leur ordonne de poursuivre le Docteur, tandis qu'il retombera lui-même dans son propre piège ce qui le vieillira considérablement. 
Le Docteur et Emma deviennent prisonniers des Daleks et sont attachés sur des chaises dans un de leurs vaisseaux. Le Maître a été régénéré par la technologie des Daleks (et augmenté de protubérances Daleks lui donnant l'impression qu'il a une paire de seins) en échange d'un rayon Zektronic qui pourrait leur permettre de conquérir l'univers en quelques minutes. Apprenant que les Daleks ont pour projet de tuer le Maître dès que celui-ci aura créé le rayon pour eux, le Docteur décide d'utiliser les techniques de flatulences des Tersuriens pour communiquer avec le Maître à l'insu des Daleks. S'ensuit une discussion grotesque qui débouchera sur la révolte du maître qui sabotera sa machine. À la suite des tirs Daleks à l'intérieur du vaisseau, le Docteur meurt et se régénère. 
Se régénérant sous son nouveau corps, le Docteur (désormais joué par Richard E. Grant) bien plus jeune, plus confiant et plus sexy décide de s'enfuir avec Emma. Hélas, il doit réparer le rayon Zektronic auparavant, ce qui le tue une nouvelle fois. Le Docteur (désormais joué par Jim Broadbent) est plus vieux et bien plus timide et se défile face à Emma et au Maître (qu'il prend pour une femme à cause de ses protubérances.) Parce qu'il est tué en changeant un fil, le Docteur (désormais joué par Hugh Grant) revient alors bien plus jeune et plus séduisant que jamais avant d'être tué une nouvelle fois par un tir de Dalek. 
Le maître apprend à Emma que le Docteur ne pouvait se régénérer à cause du rayon Zektronic et qu'il doit être mort à jamais. Alors que tout semble perdu, le Docteur se régénère une nouvelle fois dans ce qu'Emma pense être la volonté suprême de l'univers. Le Docteur (désormais joué par Joanna Lumley) est devenu une femme et découvre que son Tournevis Sonique possède de nouvelles fonctionnalités. Bien qu'elle veuille de nouveau continuer à sauver l'univers, le Docteur est rejeté par Emma, qui rebutée par sa nouvelle forme refuse de la suivre. Toutefois cela donne envie au Maître de suivre son vieil ennemi et de partir avec.

### Continuité
- La planète Tersurus est mentionnée dans un épisode de la première série « The Deadly Assassin. »
- L'écran titre est le même que celui utilisé durant la période où le Quatrième Docteur était joué par Tom Baker.
- Les images du TARDIS qui vole au début de l'épisode sont reprises du téléfilm Le Seigneur du Temps.
- Le titre joue sur une tautologie (la mort est forcément fatale) ce qui était la marque des titres de certains épisodes (« The Deadly Assassin » = l'assassin mortel).
- La phrase "I'll explain later" ("j'expliquerais plus tard") avait déjà été utilisé par le Cinquième et le Sixième Docteur.